# Championnat du monde masculin de volley-ball des moins de 19 ans 1989
Navigation
Téhéran 1991
Le 1er Championnat du monde masculin de volley-ball des moins de 19 ans a été organisé aux Émirats arabes unis et s'est déroulé en 1989.

## Classement final
| Place              | Équipe              |
| ------------------ | ------------------- |
| Médaille d'or      | Brésil              |
| Médaille d'argent  | Union soviétique    |
| Médaille de bronze | Bulgarie            |
| 4                  | Iran                |
| 5                  | Porto Rico          |
| 5                  | Corée du Sud        |
| 7                  | Argentine           |
| 7                  | Japon               |
| 9                  | France              |
| 9                  | Tchécoslovaquie     |
| 11                 | Qatar               |
| 11                 | Émirats arabes unis |